# Кетубот
«Кетубот», также «Ктубот»; др.-евр. כתובות‬, kethuboth (мн. ч. от כתובה, «кетуба» — «документ», «брачная запись») — трактат в Мишне, Тосефте, Вавилонском и Иерусалимском Талмуде, в разделе Нашим («Женщины»). Трактат посвящён вопросам брачного договора, касающегося обеспечения положения женщины в браке и после его прекращения по причине смерти мужа или развода.

## Предмет рассмотрения
У евреев, как и у других древних народов, существовал обычай выкупа невесты. В Моисеевом законе о нём упоминается мимоходом, как о само собой разумеющемся факте:

Если обольстит кто девицу необрученную и переспит с нею, пусть даст ей вено [и возьмет её] себе в жену; а если отец не согласится [и не захочет] выдать её за него, пусть заплатит [отцу столько] серебра, сколько [полагается] на вено девицам.
— Исх. 22:16, 17
В другом месте уточняется размер этого платежа:

Если кто-нибудь встретится с девицею необрученною, и схватит её и ляжет с нею, и застанут их, то лежавший с нею должен дать отцу отроковицы пятьдесят [сиклей] серебра, а она пусть будет его женою, потому что он опорочил её; во всю жизнь свою он не может развестись с нею.
— Втор. 22:28, 29
Словом «вено» в синодальном переводе Библии передано др.-евр. מהר‬, мохар (ср. араб. مهر‎, махр с тем же значением); о выкупе за невесту как об установленном обычае упоминается также в 1Цар. 18:25. В эпоху второго храма эта система претерпела изменения. С целью защиты интересов жены выкуп стали обращать в её пользу: «плата за невесту» превратилась в брачный дар мужа жене, главная цель которого — обеспечение жены на случай смерти мужа или развода. С другой стороны, с целью защиты интересов мужа уплату выкупа перестали требовать в момент заключения брака, заменив письменным обязательством. Этот документ стали называть кетубой, «записью»; данное название перешло и на само денежное обязательство, прописанное в этом документе. Важное постановление о кетубе в I в. до н. э. вынес Симеон бен-Шетах: согласно этому постановлению, кетуба обеспечивалась всем имуществом мужа; это означало, что муж имел право не откладывать деньги, обеспечивающие кетубу, а пускать их в оборот. В эпоху Талмуда кетуба уже была старинным, прочно сложившимся институтом, так что даже спорили ο том, имеет ли кетуба библейское происхождение или она есть установление позднейшего времени.
По характерной для талмуда ассоциации идей в трактате рассматриваются и другие вопросы, связанные с имущественными отношениями супругов. В Вавилонском Талмуде круг тем трактата «Кетубот» настолько широк, что его называют ש"ס קטן («малый Талмуд»).

## Содержание трактата
Трактат «Кетубот» в разделе Нашим (סדר נשים) в Мишне занимает второе место (в Иерусалимском талмуде — третье) и делится на тринадцать глав и 111 параграфов.
- Глава первая устанавливает размер кетубы в зависимости от того, является ли невеста девственницей, и рассматривает случаи, когда девственность ею утрачена.
- Глава вторая отклоняется от основной темы трактата: в ней рассматривается вопрос о достоверности свидетельств.
- Глава третья обсуждает тему уплаты штрафа за изнасилование и обольщение девицы (по Втор. 22:28, 29).
- Глава четвёртая рассматривает имущественные отношения женщины с членами её семьи.
- Глава пятая говорит об обязанностях супругов. Обсуждается срок приготовления к свадьбе, обязанность жены выполнять работу по дому, обязанность мужа содержать жену, взаимная обязанность сожительствовать.
- Глава шестая определяет порядок распоряжения имуществом жены, в частности, приданым.
- Глава седьмая рассматривает обстоятельства, делающие семейную жизнь невозможной и вынуждающие развод. Муж не имеет права: оставлять жену без содержания, запрещать ей что-либо есть или надевать, не выпускать её из дома. Жена не имеет права нарушать законы Торы и нескромно себя вести — в этих случаях кетуба теряет силу.
- Глава восьмая рассматривает вопрос о законности сделок, совершённых женой самостоятельно с использованием личного имущества. В конце главы приводится основополагающий принцип о том, что кетуба обеспечивается всем имуществом мужа.
- Глава девятая рассматривает вопрос раздела имущества после смерти одного из супругов и порядок востребования кетубы.
- Глава десятая определяет приоритеты при разделе наследственного имущества в случае многожёнства.
- Глава одиннадцатая определяет статус вдовы в отношении имущества супруга.
- Глава двенадцатая определяет порядок исполнения обязательств по содержанию вдовы и приёмной дочери, а также устанавливает срок востребования кетубы.
- Глава тринадцатая снова отклоняется от основной темы: здесь приводятся несколько любопытных решений иерусалимских судей Адмона и Ханана Завершают трактат случаи, когда жена обязана следовать за мужем в чужие страны (здесь имеется преимущество Израиля пред другими странами и Иерусалима пред остальными городами страны); также устанавливается, в какой валюте происходит расчёт по кетубе.

## Интересные факты
- Во второй главе приводится несколько примеров, иллюстрирующих талмудический принцип «мигго» (מיגו, буквально «из того, что»), согласно которому свидетельство признаётся достоверным, если для свидетеля выгодней умолчание.
- В мишне 5:5 приводится список домашних работ, которые должна делать жена: молоть зерно, готовить еду, стирать, кормить ребёнка грудью, стелить постель и обрабатывать шерсть. Даже в богатом доме жена должна быть занята делом, так как безделье приводит к скуке и к разврату.
- Мишна 5:6 рекомендует, с какой периодичностью следует исполнять супружеский долг, а следующая предусматривает наказание для уклоняющихся от его исполнения.
- Мишна 7:6 приводит мнения раввинов о том, что служит основанием для развода без выдачи кетубы: если жена ругает родителей мужа в его присутствии; если кричит так, что слышат соседи.
- В мишне 10:6 приводится пример неразрешимого имущественного спора: человек имел две жены и умер, продав своё имущество; при этом первая жена (имеющая приоритетное право на кетубу) написала отказ от требований к покупателю. В этом случае вторая жена может требовать деньги в счёт уплаты кетубы с покупателя (так как кетуба обеспечивается всем имуществом покойного, в том числе проданным), первая жена — у второй (как имеющая приоритет), а покупатель — у первой жены (на основании её отказа), и так по кругу.